# Стайн, Роберт Лоуренс
Ро́берт Ло́уренс Стайн (англ. Robert Lawrence Stine, род. 8 октября 1943 года, Колумбус, Огайо, США), известный как Р. Л. Стайн или Боб Стайн — американский писатель, актёр и продюсер, автор «литературы ужасов», ориентированной на детскую и подростковую аудиторию. Его называют Стивеном Кингом детской литературы. Стайн начал писать в 1960-х — 1970-х годах. Его перу в общей сложности принадлежат около 500 книг.
«Ужастики» — цикл его небольших книг для детей. Они довольно быстро распространялись по всему миру, принося Роберту Стайну деньги и славу. Позже Стайн издал серию книг «Goosebumps HorrorLand», не издававшуюся на русском языке.

## Биография
Роберт Лоуренс Стайн родился 8 октября 1943 года в Колумбусе, (штат Огайо, США) в семье клерка судоходства Льюиса Стайна и Анны Файнштейн. Окончил Университет штата Огайо со степенью бакалавра искусств по английскому языку.
22 июня 1969 года Стайн женился на Джейн Уайлдхорн, редакторе и писательнице, которая в 1983 году стала соучредителем Parachute Publishing. 7 июня 1980 года у пары родился ребёнок, Мэтью Стайн, сейчас он работает в музыкальной индустрии.

### Книги, изданные в России

#### Ужастики
1. Игра в невидимку
2. Пугало гуляет в полночь
3. Нечто из подвала
4. Смертельное фото
5. Тайна кораллового рифа
6. Дьявольская кровь
7. Дьявольская кровь-2
8. Дьявольская кровь-3
9. Дьявольская кровь-4
10. Один день в парке ужасов
11. Добро пожаловать в мёртвый дом
12. Уж-ж-жасные пчёлы
13. Проклятие гробницы фараона
14. Лето кошмаров
15. Волшебство хрустального шара
16. Смертельный урок музыки
17. Оборотень из болот
18. Самое жуткое приключение
19. Ночь в Башне ужасов
20. Тайна часов с кукушкой
21. Загадочная находка
22. Улица страшных снов
23. Легенда Дремучего леса
24. Как я научился летать
25. Проклятие Холодного озера
26. Заклятие старой колдуньи
27. Атака мутанта
28. Страшная месть
29. Лагерь призраков
30. Собаки-призраки
31. Загадка снежного человека
32. Фантом в зрительном зале
33. Призрак без головы
34. Тайна пишущей машинки
35. Мой друг-невидимка
36. Месть садовых гномов
37. Пляж призраков
38. Как мне досталась сушёная голова
39. Зверёк с Востока
40. Улыбнись и умри
41. Как убить монстра
42. Ну как, испугался?
43. Шкура оборотня
44. Вся нечисть
45. Вам меня не напугать!
46. Маска одержимости
47. Маска одержимости-2
48. Привидение в зеркале
49. «Я — твой злобный близнец»
50. Лагерь ужаса
51. Оборотень в гостиной
52. Джекилл и Хейди
53. Дыхание вампира
54. Тревожное полнолуние
55. Не ложись спать
56. Мумия идёт
57. Эта кошмарная школа
58. Бойся, очень бойся!
59. Кошмары чёрного кольца
60. Заколдованное авто
61. Глубокая беда
62. Кошмар Слэппи
63. Ночь ожившего болванчика
64. Ночь ожившего болванчика-2
65. Ночь ожившего болванчика-3
66. Невеста Ожившего болванчика
67. Потерявшие память
68. Возвращение мумии
69. Как я встретил своего монстра
70. Я живу в твоём подвале
71. Кот кричит
72. Вторжение человекосжималок
73. Вопль маски одержимости
74. Нашествие упырей
75. Доктор маньяк и другие из мира комиксов
76. Десят историй ужаса
77. Возвращение в лагерь призраков
78. Ужас лагеря «Желейный Джем»
79. Ужасная училка
80. Безбашенный хэллоуин
81. Нашествие тыквоголовых
82. Да придёт косматый
83. Маска одержимости: Начало
84. Девчонка, что кричала «Монстры»
85. Яичные монстры с марса
86. Злосчастный кроличий денёк
87. Мозговой сок
88. Призрак по соседству
89. Пять масок доктора Крикка

В некоторых книгах серии также анонсированы готовившиеся к выпуску книги «Возвращение мумии» и «Возвращение в лагерь призраков», но они не были изданы. Однако в 2015 г. в сети появились фанатские переводы этих и многих других книг.

#### Ужастики 2
1. Человекосжималки (Revenge of the Body Squeezers)
2. Цирк-западня (Trapped in the Circus of Fea)
3. Ночь в лесу оборотней (Night in Werewolf Woods)
4. Каникулы в джунглях (Deep in the Jungle of Doom)
5. Заклятие чародея (Under the Magician’s Spell)
6. Дневник сумасшедшей мумии (Diary of a Mad Mummy)
7. Он явился из Интернета (It Came from the Internet)
8. Ужас фокус-покуса (Hocus-Pocus Horror)
9. Кошмар на весь день (All-Day Nightmare)
10. Лифт в никуда (Elevator to Nowhere)
11. Ты — удобрение для растений (You’re Plant Food)
12. Оживший манекен (Shop Till You Drop…Dead!)
13. Наперегонки с торнадо (Into the Twister of Terror)

#### Улица Страха
Впервые книги этой серии в России издавались в середине девяностых годов, были выпущены четыре книги с двумя историями:
- 1. Сводная сестра[5]// Королева бала[6]
- 2. Тихая ночь 1-2[7]
- 3. Лагерь «Ночной кошмар»[8]// Клуб любителей ужасов[9]
- 4. Зловещее лето[10]// Тайна заколоченной спальни[11]

Затем, после выхода детской серии «Ужастики», они также были изданы в серии под названием «Ужастики», но в другом оформлении — чёрные книги с изображением огня и глазного яблока. Повторные издания романов не позиционировались, как часть этой серии.
1. Богатая девочка / The Rich Girl
2. Бойфренд / The Boyfriend (не входит в серию «Улица страха», является отдельным произведением)
3. Бумеранг / Wrong Number 2
4. Вечеринка накануне Хэллоуина / Halloween Party
5. Второй кошмар / The Second Horror
6. Выпускной класс / Final Grade
7. Группа поддержки. Первое зло / Cheerleaders. The First Evil
8. Группа поддержки. Второе зло / Cheerleaders. The Second Evil
9. Группа поддержки. Третье зло / Cheerleaders. The Third Evil
10. Группа поддержки. Новое зло / Cheerleaders: The New Evil
11. Двойное свидание / Double Date
12. Дом страха / House of Whispers
13. Дом страха. Начало / Fear Hall: The Beginning (продолжение повести в России опубликовано не было)[источник не указан 4745 дней]
14. Дочери тишины / Daughters of Silence
15. Занавес / Curtains (не входит в серию «Улица страха», является отдельным произведением)
16. Запретные тайны / Forbidden Secrets
17. Зловещий лунный свет / Bad Moonlight
18. Знак страха / The Sign of Fear
19. Игры со смертью / Wrong Number
20. Исчезнуть навсегда / Missing
21. Клуб ужасов / The Thrill Club
22. Когда наступает темнота / Lights Out
23. Королева красоты / The Prom Queen
24. Летняя вечеринка / Party Summer
25. Лицо / The Face
26. Лунатик / The Sleepwalker
27. Лучшая подруга / The Beat Friend
28. Мёртвый спасатель / The Dead Lifeguard
29. Новая девочка / The New Girl
30. Новенький / The New Boy
31. Новогодняя вечеринка / The New Year’s Party
32. Новый страх / A New Fear
33. Нож / The Knife
34. Ночная вечеринка / All Night Party
35. Ночные игры / Night Games
36. Ночные кошмары / Bad Dreams
37. Обманщица / The Cheater
38. Первое свидание / First Date
39. Первый кошмар / The First Horror
40. Переключенные / Switched
41. Побег / Runaway
42. Подружка / The Girlfriend (не входит в серию «Улица страха», является отдельным произведением)
43. Пожар / The Burning
44. Полночный поцелуй / Goodnight Kiss
45. Полночный поцелуй-2 / Goodnight Kiss 2
46. Последний крик / The Last Scream
47. Поцелуй убийцы / Killer’s Kiss
48. Предательство / The Betrayal
49. Признание / The Confession
50. Прилив / High Tide
51. Проснувшееся Зло / The Awakening Evil
52. Разбитые сердца / Broken Hearts
53. Расстроенное свидание / Broken Date (не входит в серию «Улица страха», является отдельным произведением)
54. Сводные сёстры / The Stepsister (также была выпущена книга с обложкой и названием «Сводные сёстры — 2», но с текстом первой книги; вторая часть у нас так и не издавалась)
55. Сводные сёстры — 2 / The Stepsister
56. Сердце охотника / Heart of the Hunter
57. Скрытое зло / The Hidden Evil
58. Смертельная западня / Trapped
59. Смертельный загар / Sunburn
60. Соседский парень / The Boy Next Door
61. Тайна / The Secret
62. Тайная спальня / The Secret Bedroom
63. Тайный поклонник / Secret Admirer
64. Танец смерти / Dance of Death
65. Тихая ночь / Silent Night
66. Тихая ночь 2 / Silent Night 2 (также под названием «Убийственный сюрприз, или тихая ночь — 2»)
67. Убийство на спор / The Dare
68. Удивительная вечеринка / The Surprise Party
69. Уикенд в колледже / College Weekend (также под названием «Смертельный выходной»)
70. Что слышала Холли / What Holly Heard
71. Чудесное свидание / The Perfect Date
72. Ясновидящая / The Mind Reader

#### Тухлая школа
1. Черничная тошниловка/The Big Blueberry Barf-Off!
2. Большая вонючка/The Great Smelling Bee
3. Плохой, хороший и очень скользкий/The Good, the Bad and the Very Slimy
4. Давай проиграй!/Lose, Team, Lose!
5. Тухлые аплодисменты/Shake, Rattle and Hurl!
6. Гнусный приз/The Heinie Prize

#### Страшилки (Комната страха)
Первые 12 книг в Америке выходили в серии «Комната страха», следующие 3 — в серии «Комната страха: трилогия», 2 последние являются сборниками рассказов и к серии не относятся.
1. Зомби чёрной бездны / Don’t Forget Me!
2. Шкафчик № 13 / Locker 13
3. Изгнание злого духа / My Name is Evil
4. Пленник кривого зеркала / Liar Liar
5. Дневник кошмарных пророчеств / Dear Diary, I’m Dead
6. Тропой лесных чудовищ / They Call Me Creature
7. Семейка с того света / The Howler
8. Тьма расправляет крылья / Shadow Girl
9. Призраки бьют в барабаны / Camp Nowhere
10. Зловещее сияние луны / Full Moon Halloween
11. Послание зелёного монстра / Scare School
12. Взгляд неземного чудовища / Visitors
13. Колдовская метка / Fear Games
14. Призрак в синем плаще / What Scares You the Most?
15. Тропическая колдунья / No Survivors
16. Вечеринка мертвецов / The Haunting Hour
17. Час ночных кошмаров / The Nightmare Hour

#### Отдельные романы
1. Няня / The Babysitter
2. Смертельный наезд / Hit and Run (издательством АСТ издавалась как часть серии «Ужастики», но с другим оформлением)
3. Суеверный / Superstitious
4. Школьный кошмар Арти Ховарда / It’s the first day of school… forever!

### Книги, изданные в США

#### Goosebumps
1. Night of the Living Dummy
2. The Girl Who Cried Monster
3. The Ghost Next Door
4. Return of the Mummy
5. Night of the Living Dummy II
6. The Horror at Camp Jellyjam
7. Night of the Living Dummy III
8. Bad Hare Day
9. Egg Monster from Mars
10. Attack of the Jack-O'-Lanterns
11. Beware, the Snowman'
12. The Haunted School
13. I Live in Your Basement!

#### Goosebumps Series 2000
1. Cry of the Cat
2. Bride of the Living Dummy
3. Creature Teacher
4. Invasion of the Body Squeezers, Part I
5. Invasion of the Body Squeezers, Part II
6. Revenge R Us
7. Headless Halloween
8. Attack of the Graveyard Ghouls
9. Brain Juice
10. Return to HorrorLand
11. Return to Ghost Camp

#### Give Yourself Goosebumps
1. Escape from the Carnival of Horrors
2. Tick Tock, You’re Dead!
3. Trapped in Bat Wing Hall
4. The Deadly Experiments of Dr. Eeek
5. Beware of the Purple Peanut Butter
6. The Curse of the Creeping Coffin
7. The Knight in Screaming Armor
8. Welcome to the Wicked Wax Museum
9. Scream of the Evil Genie
10. The Creepy Creations of Professor Shock
11. Please Don’t Feed the Vampire!
12. Secret Agent Grandma
13. Little Comic Shop of Horrors
14. Attack of the Beastly Baby-sitter
15. Escape from Camp Run-for-Your-Life
16. Toy Terror: Batteries Included
17. The Twisted Tale of Tiki Island
18. Return to the Carnival of Horrors
19. Zapped in Space
20. Lost in Stinkeye Swamp
21. Alone in Snakebite Canyon
22. Checkout Time at the Dead-End Hotel
23. Night of a Thousand Claws
24. Invaders from the Big Screen
25. The Werewolf of Twisted Tree Lodge
26. Ship of Ghouls
27. Escape from Horror House
28. Scary Birthday to You
29. Zombie School
30. Danger Time
31. Into the Jaws of Doom
32. Return to Terror Tower
33. One Night in Payne House
34. The Curse of the Cave Creatures
35. Trick or…Trapped!
36. Weekend at Poison Lake

#### Fear Street
1. The Overnight
2. Haunted
3. Ski Weekend
4. The Fire Game
5. Truth or Dare
6. Dead End
7. The Stepsister 2
8. Cat
9. Fear Hall: The Conclusion
10. Who Killed The Homecoming Queen?
11. Into The Dark
12. The Best Friend 2
13. The Stepbrother
14. Camp Out
15. Scream, Jennifer, Scream!
16. The Bad Girl
17. Silent Night 3
18. Cheerleaders: The Evil Lives!
19. The Third Horror
20. The Evil Moon
21. The Dark Secret
22. The Deadly Fire
23. The First Scream
24. The Loudest Scream
25. Children of Fear
26. Circle of Fire
27. Chamber of Fear
28. Faces of Terror
29. One Last Kiss
30. Door of Death
31. The Hand of Power
32. Let’s Party!
33. In Too Deep
34. The Thirst
35. No Answer
36. Last Chance
37. The Gift
38. Fight, Team, Fight!
39. Sweetheart, Evil Heart
40. Spring Break
41. Wicked
42. Graduation Day
43. Moonlight Secrets
44. Midnight Games
45. Darkest Dawn

#### Ghosts of Fear Street
1. Hide and Shriek
2. Who’s Been Sleeping in My Grave?
3. The Attack of the Aqua Apes
4. Nightmare in 3-D
5. Stay Away from the Tree House
6. Eye of the Fortuneteller
7. Fright Knight
8. The Ooze
9. Revenge of the Shadow People
10. The Bugman Lives!
11. The Boy Who Ate Fear Street
12. Night of the Werecat
13. How to Be a Vampire
14. Body Switchers from Outer Space
15. Fright Christmas
16. Don’t Ever Get Sick at Granny’s
17. House of a Thousand Screams
18. Camp Fear Ghouls
19. Three Evil Wishes
20. Spell of the Screaming Jokers
21. The Creature from Club Lagoona
22. Field of Screams
23. Why I’m Not Afraid of Ghosts
24. Monster Dog
25. Halloween Bugs Me
26. Go to Your Tomb — Right Now!
27. Parents from the 13th Dimension
28. Hide and Shriek II
29. The Tale of the Blue Monkey
30. I Was a Sixth-Grade Zombie
31. Escape of the He-Beast
32. Caution: Aliens at Work
33. Attack of the Vampire Worms
34. Horror Hotel Pt. 1: The Vampire Checks in
35. Horror Hotel Pt. 2: Ghost in the Guest Room
36. The Funhouse of Dr. Freek

#### Space Cadets
1. Jerks-in-Training
2. Losers in Space
3. Bozos on Patrol

#### Mostly Ghostly
1. Who Let the Ghosts Out?
2. Have You Met My Ghoulfriend?
3. One Night in Doom House
4. Little Camp of Horrors
5. Ghouls Gone Wild
6. Let’s Get This Party Haunted!
7. Freaks and Shrieks
8. Don’t Close Your Eyes!

#### Rotten School
1. Dudes, the School is Haunted!
2. The Teacher from Heck
3. Party Poopers
4. The Rottenest Angel
5. Punk’d and Skunked
6. Battle of the Dum Diddys
7. Got Cake?
8. Night of the Creepy Things
9. Calling All Birdbrains
10. Dumb Clucks

#### Goosebumps HorrorLand
1. Revenge of the Living Dummy
2. Creep from the Deep
3. Monster Blood for Breakfast!
4. The Scream of the Haunted Mask
5. Dr. Maniac vs. Robby Schwartz
6. Who’s Your Mummy?
7. My Friends Call Me Monster
8. Say Cheese and Die…Screaming!
9. Welcome to Camp Slither
10. Help! We Have Strange Powers!
11. Escape from HorrorLand
12. The Streets of Panic Park
13. Welcome To Horrorland: A Survival Guide
14. When the Ghost Dog Howls
15. Little Shop of Hamsters
16. Heads, You Lose!
17. Weirdo Halloween
18. The Wizard Of Ooze
19. Slappy’s New Year!
20. Return To Chiller House

#### Hark
1. Badlands of Hark
2. Invaders of Hark

#### Dangerous Girls
1. Dangerous Girls
2. The Taste of Night

#### Отдельные романы
1. Broken Date
2. Eye Candy
3. How I Broke Up With Ernie
4. Phone Calls
5. The Beast
6. The Beast 2
7. The Sitter
8. Three Faces of Me
9. When Good Ghouls Go Bad

#### Сборники
1. Tales to Give You Goosebumps
2. More Tales to Give You Goosebumps
3. Even More Tales to Give You Goosebumps
4. Still More Tales to Give You Goosebumps
5. More and More Tales to Give You Goosebumps
6. More and More and More Tales to Give You Goosebumps
7. Goosebumps Triple Header, Book 1
8. Goosebumps Triple Header, Book 2

#### Книги под псевдонимом Jovial Bob Stine
1. 101 Vacation Jokes
2. 101 Wacky Kid Jokes
3. 101 Silly Monster Jokes
4. The Absurdly Silly Encyclopaedia and Fly Swatter
5. Amazing Adventure of Me, Myself and I
6. Blips: The First Book of Videogame Funnies
7. Cool Kids' Guide to Summer Camp
8. Doggone Dog Joke Book
9. Don’t Stand in the Soup
10. How to Be Funny
11. It Came From Ohio!: My Life As A Writer (autobiography)
12. Miami Mice
13. Pork and Beans: Play Date
14. The Sick of Being Sick Book
15. You Know It’s Going to Be A Long School Year When…
16. My Secret Identity
17. Pigs' Book of World Records
18. Jovial Bob’s Computer Joke Book

#### Новеллизации фильмов
1. Ghostbusters II Storybook
2. Spaceballs: The Book
3. Big Top Pee-Wee

#### Zachary Blue books
1. The Jet Fighter Trap
2. The Protectors: The Petrova Twist

#### Picture books
1. Gnasty Gnomes

#### Crosswinds
1. Broken Date
2. How I Broke Up With Ernie

#### Masters of the Universe
1. Demons of the Deep

#### Twist-a-plot
1. The Time Raider
2. Golden Sword of Dragonwalk
3. Horrors of the Haunted Museum
4. Instant Millionaire

#### Find Your Fate
1. Indiana Jones and the Curse of Horror Island
2. Indiana Jones and the Giants of the Silver Tower
3. Indiana Jones and the Cult of the Mummy’s Crypt
4. James Bond in Win, Place or Die
5. Indiana Jones and the Ape Slaves of Howling Island

#### Find Your Fate Junior: Golden Girl
1. Golden Girl and the Vanishing Unicorn

#### Wizards Warriors and You
1. The Forest of Twisted Dreams
2. The Siege of the Dragonriders (as Eric Affabee)
3. Challenge of the Wolf Knight
4. The Dragon Queen’s Revenge (as Eric Affabee)
5. Cavern of the Phantoms
6. Attack on the King (as Eric Affabee)

#### G.I. Joe: Find Your Fate
1. Operation: Star Raider (as Eric Affabee)
2. The Everglades Swamp Terror (as Eric Affabee)
3. Operation: Deadly Decoy
4. Operation: Mindbender
5. Serpentor and the Mummy Warrior

#### G.I. Joe
1. Siege of Serpentor
2. Jungle Raid (as Eric Affabee)

#### Horror High
1. Toxic Beauty
2. Fatal Kiss
3. Grave Intentions
4. Date With Death

#### Point Horror
1. Blind Date
2. Twisted
3. Beach Party
4. The Babysitter II
5. The Snowman
6. Beach House
7. The Hitchhiker
8. Halloween Night
9. The Babysitter III
10. The Dead Girlfriend
11. Call Waiting
12. Halloween Night II
13. I Saw You That Night!
14. The Witness
15. The Babysitter IV

## Экранизации

### Телесериалы
- Мурашки (1995—1998)
- Комната кошмаров (2001—2002)
- Р. Л. Стайн: Время призраков (2010—2014)
- Just Beyond (с 2021)
- Ужастики (2023)

### Фильмы
- Ужастики (2015)
- Ужастики 2: Беспокойный Хеллоуин (2018)
- Улица страха. Часть 1: 1994 (2021)
- Улица страха. Часть 2: 1978 (2021)
- Улица страха. Часть 3: 1666 (2021)
- Улица страха. Королева бала (2025)